# Piper piedecuestanum
Piper piedecuestanum är en pepparväxtart som beskrevs av Trel. & Yunck.. Piper piedecuestanum ingår i släktet Piper och familjen pepparväxter. Inga underarter finns listade i Catalogue of Life.